# Leucospis glaesaria
Leucospis glaesaria is een vliesvleugelig insect uit de familie Leucospidae. De wetenschappelijke naam is voor het eerst geldig gepubliceerd in 2002 door Engel.